# Зіболки (ґміна)
Ґміна Зіболки — колишня (1934–1939 рр.) сільська ґміна Жовківського повіту Львівського воєводства Польської республіки. Центром ґміни було село Зіболки.
Ґміну Зіболки було утворено 1 серпня 1934 р. у межах адміністративної реформи в ІІ Речі Посполитій із дотогочасних сільських ґмін: Артасів, Блищиводи, Зіболки, Красічин, Нагірці, Передриміхи Малі, Передрімихи Великі, Теодорсгоф, Жовтанецька  Воля, Звертів, Желдець.
Гміна ліквідована в 1940 р. у зв’язку з утворенням Куликівського району.